# Lokomotiva S 699.1
Lokomotiva řady S 699.1 (od 1988 řada 260) byla elektrická lokomotiva vyrobená Škodou Plzeň.
Jediný kus této řady, S 699.1001, vznikl v roce 1968 modernizací (tovární typ 52Em) prototypové lokomotivy ČS4-001 (z roku 1963, tovární typ 52E) pro použití na Železničním zkušebním okruhu Cerhenice. Lokomotiva byla primárně využívána jako brzdicí vozidlo, ale používala se zde i jako běžné hnací vozidlo. V roce 1988 byla přeznačena na číslo 260.601 a roku 1990 byla zrušena.